# 15808 Zelter
A 15808 Zelter (ideiglenes jelöléssel 1994 GF10) a Naprendszer kisbolygóövében található aszteroida. Freimut Börngen fedezte fel 1994. április 3-án.